# Сражение при Оак-Гроув
Сражение при Оак-Гроув (англ. The Battle of Oak Grove), известное также как сражение при Френч-Филд или при Кингс-Скул-Хаус, произошло 25 июня 1862 года на территории округа Энрико, Виргиния, и считается первым сражением Семидневной битвы в ходе американской гражданской войны. Федеральный генерал Макклеллан начал продвигать вперед свои передовые части, чтобы занять участок, удобный для размещения осадных орудий. Две дивизии III корпуса начали наступать через болота Уайт-Оак-Суомп, но были отбиты дивизией генерала Хьюджера. Федеральная армия смогла продвинуться на 550 метров.

## Предыстория
В середине июня 1862 года Потомакская армия генерала Макклеллана стояла недалеко от Ричмонда. Некоторые корпуса находились на северном берегу реки Чикахомини, некоторые — на южном, на Уильямсбергской дороге, которая вела прямо на Ричмонд. Макклеллан был уверен, что противник превосходит его численно, однако, у федеральной армии имелись тяжелые осадные орудия, которыми Макклеллан надеялся уравнять шансы. Ему нужна была только подходящая позиция для этих орудий. 24 июня бригадный генерал Уильям Смит пригласил Маклеллана на передовые позиции VI корпуса у Голдингс-Фарм. Генералы проехались до передовых постов и Смит показал Макклеллану место по имени Олд-Таверн, которое он считал стратегически важным, потому что там пересекались две дороги: дорога на Нью-Бридж и Найн-Майл-Роуд.
Заняв окрестности Олд-Таверн Макклеллан решал несколько проблем. Он мог установить более удобную связь с корпусом Портера посредством дороги Нью-Бридж-Роуд и моста Нью-Бридж (это было на две мили короче, чем дорога через Вудберри-Бридж). Кроме того, южане вынуждены были бы отступить в укрепления под Ричмондом, после чего Макклелан мог начать бомбардировку осадными орудиями. Генерал Смит уверял, что сможет взять Олд-Таверн, если его прикроют с левого фланга. Макклеллан согласился и дополнительно распорядился разместить артиллерию на высоте Гарнеттс-Хилл.
24 июня в 18:30 приказ о наступлении был отдан корпусному командиру Хейнцельману, которые передал его своим дивизионным командирам: Хукеру и Керни.

## Силы сторон
Позиции армии Юга на правом берегу Чикахомини удерживала дивизия генерала Бенжамена Хьюджера, которая состояла из трёх бригад:
- Бригада Уильяма Махоуна
  - 6-й Вирджинский пехотный полк; полк. Роджерс
  - 12-й Вирджинский пехотный полк; полк. Дэвид Вайсигер
  - 16-й Вирджинский пехотный полк; подп. Джозеф Хэм
  - 41-й Вирджинский пехотный полк; подп. Уильям Пархам
  - 49-й Вирджинский пехотный полк; полк. Уильям Смит
- Бригада Эмброуза Райта
  - 44-й Алабамский пехотный полк; полк. Джеймс Кент
  - 3-й Джорджианский пехотный полк; майор Стёрджис
  - 4-й Джорджианский пехотный полк; полк. Джордж Долс
  - 22-й Джорджианский пехотный полк; полк. Джонс
  - 1-й луизианский; подп. Шиверс
- Бригада Льюиса Армистеда
  - 9-й Вирджинский пехотный полк; подп. Джеймс Джиллиам
  - 14-й Вирджинский пехотный полк; полк. Джеймс Ходжес
  - 38-й Вирджинский пехотный полк; полк. Эдмондс
  - 53-й Вирджинский пехотный полк; кап. Уильям Айлетт
  - 57-й Вирджинский пехотный полк; подп. Уадди Джеймс
  - 5-й вирджинский батальон; кап. Уильям Элли

## Сражение
Атака началась утром в 08:00. Главный удар наносила дивизия Хукера. Дивизия Керни прикрывала его слева, а дивизия Исраеля Ричардсона находилась наготове справа. Местность была крайне неудобна для наступления: атакующим надо было пройти около километра через густой, заболоченный лес. Пройдя лес и болото, северяне выходили на край поля. По его правому краю проходила Уильямсбергская дорога — там наступала бригада Сиклса. Еще левее Сиклса наступала бригада Кавье Грове. Бригада Джозефа Карра шла позади Сиклса и Грове.
«Эксельсиорская бригада» Сиклса начала отставать из-за труднопроходимой местности, в итоге бригада Грове ушла вперёд и между бригадами образовался опасный разрыв. Грове отправил 7 рот 26-го Пенсильванского полка направо, чтобы закрыть разрыв в линии.
Позицию на пути федеральной армии удерживала дивизия Хьюджера. Бригада Эмброуза Райта стояла к северу от Уильямсбергской дороги, а бригада Уильяма Махоуна — к югу. Левее Райта стояла бригада Армистеда, а в резерве — северокаролинская бригада Роберта Рэнсома. Первым попал под удар 4-й Джорджианский полк, развёрнутый в пикетную цепь с южной стороны Уильямсбергской дороги. Командир полка, Джордж Долс, отправил Райту курьера, но тот бежал с поля, не доставив донесения. Поэтому Райт узнал о наступлении только тогда, когда увидел свою отступающую пикетную цепь. Райт сразу же отправил на помощь Долсу 1-й Луизианский и 22-й Джорджианский полки. Райт потом сообщил, что его люди отбросили противника, и этим противником была бригада Сиклса, но, по всей видимости, он столкнулся с бригадой Грове. Сам Грове не упоминает отступления свой бригады. Но так или иначе, федеральное наступление затормозилось на этом участке.
В это время бригада Сиклса только вышла на окраину леса, и тут она попала под атаку 3-го Джорджианского полка из бригады Райта и 25-го Северокаролинского полка, посланного Рэнсомом на помощь Райту. Удар пришёлся в основном на правый фланг бригады Сиклса, с северной стороны Уильямсбергской дороги. Правофланговый 71-й Нью-Йоркский полк начал отходить, и это инициировало отступление остальной бригады. Сиклс попытался остановить отступающих и послать их обратно в бой. В атаку были посланы также 7-й Нью-Джерсийский и 19-й Массачусетский полки. Пройдя заболоченный лес, они отбросили противника, хотя Райт писал, что после всех атак линия фронта осталась там же, где и утром.